# Dean Allison
Pour les articles homonymes, voir Allison.
Dean Allison, né le 18 février 1965 à London en Ontario, est un entrepreneur, homme d'affaires et homme politique canadien.
Il est député à la Chambre des communes du Canada sous la bannière du Parti conservateur du Canada, représentant la circonscription ontarienne de Niagara-Ouest—Glanbrook de 2004 à 2015, et de Niagara-Ouest depuis les élections de 2015.

## Biographie
Né à London en Ontario, il fait ses études à l'Université Wilfrid Laurier. Il est un homme d'affaires œuvrant dans le secteur de la restauration. Il est candidat de l'Alliance canadienne dans la circonscription de Erie—Lincoln lors de l'élection de 2000, mais est défait par le libéral John Maloney. Il est finalement élu dans Niagara-Ouest—Glanbrook, sous la bannière du Parti conservateur du Canada, lors de l'élection de 2004. Le 3 juin 2005, il est nommé porte-parole conservateur en matière d'Aînés.
Il est réélu dans la même circonscription en 2006, 2008 et 2011. Après le redécoupage de la carte électorale, il est élu dans la nouvelle circonscription de Niagara-Ouest lors des élections de 2015 et réélu en 2019, 2021 et 2025.
Il figure à la liste des personnalités interdites de séjour en Russie dans le cadre de la crise ukrainienne, depuis le 24 mars 2014.

## Vie privée
Dean Allison est marié Michelle Allison. Ils ont trois enfants.